# La catedral del mar (serie de televisión)
La catedral del mar es una serie de televisión española, basada en la novela homónima de Ildefonso Falcones, producida por Atresmedia, Televisió de Catalunya y Netflix en colaboración con Diagonal TV. Está protagonizada por Aitor Luna, Michelle Jenner, Daniel Grao, Silvia Abascal, Ginés García Millán, Andrea Duro y Pablo Derqui, entre otros. Su estreno tuvo lugar el 23 de mayo de 2018, y su desenlace el 18 de julio de 2018. La serie está compuesta por una única temporada de 8 episodios de menos de una hora de duración.
En mayo de 2020 se confirma que la serie tendrá una segunda temporada titulada Los herederos de la tierra.

## Sinopsis
En el siglo XIV Barcelona bajo la Corona de Aragón se encuentra en uno de los momentos más prósperos de su historia: la ciudad ha crecido hacia la Ribera, un humilde barrio de pescadores, en el que se está empezando a construir la iglesia de Santa María del Mar. Es entonces cuando llega a Barcelona un siervo, Arnau Estanyol, huyendo junto con su padre de los abusos de los señores feudales. Arnau trabajará como palafrenero, estibador y soldado y conseguirá convertirse en hombre libre. Su ascenso social lo llevará de la miseria a la vida holgada como cambista, lo que despertará la envidia de sus enemigos, que urdirán un complot y pondrán su vida en manos de la Inquisición. La trama tiene como trasfondo el control religioso y la segregación en la sociedad medieval barcelonesa.

## Reparto
- Daniel Grao como Bernat Estanyol.
- Aitor Luna como Arnau Estanyol.
- Pablo Derqui como Joan Estanyol.
- Michelle Jenner como Mar Estanyol.
- José María Pou como Sahat.
- Silvia Abascal como Elionor.
- Nathalie Poza como Francesca Esteve / Ribes.
- Andrea Duro como Aledis Segura.
- Críspulo Cabezas como Genís Puig.
- Anna Moliner como Margarida Puig.
- Paula Iwasaki como Raquel.
- Jordi Aguilar como Cesc Bastaix.
- José Milán como Jordi Bastaix.
- Iñaki Font como Jaume de Bellera.
- Ginés García Millán como Grau Puig.
- Ramón Madaula como Hasdai Crescas.
- Jorge Usón como Felip de Ponts.
- Tristán Ulloa como Padre Albert.
- Jordi Díaz como Bernat de Cabrera.
- Tacho González como Rey Pedro.
- Belén Ponce de León como Donaha.
- Eva Rufo como Isabel Puig.
- Alejandro Fuertes como Jucef Crescas.
- Anna Cortés como Raquel Crescas.
- Andrés Lima como Ramón Bastaix.
- Juanma Cifuentes como Miquel.
- Trini Iglesias como Mariona.
- Fernando Sendino como Berenguer de Montagut.
- Joaquín Notario como Gastó Segura.
- Ariadna Castellano como María Cardona.
- Veki Velilla como Alesta Segura.
- Fernando Sansegundo como Pau.
- Fernando Soto como Capitán Ferrán Montaner.
- Pablo Olewski como Ramiro Terrasa.
- Lucía Díez como Margarida Puig.
- Kai Puig como Mallorquí.
- Hugo Arbúes como Arnau Estanyol.
- Patricia Arbués como Mar Estanyol
- Álvaro Villaespesa como Joan «Joanet» Estanyol.
- Nora Navas como Guiamona Puig.
- Óscar Rabadán como Jaume.
- Laura Domínguez como Joana.
- Francisco José Lahoz como Oriol.
- Ali El Aziz como Ahmed.
- Alain Hernández como Llorenç de Bellera.
- Jorge Kent como Soldado.
- Julia Carnero como Habiba.
- David V. Muro como Pere Esteve.
- Jonás Berami como Simó.
- Sergio Peris-Mencheta como Nicolau D'Emeric.
- Pepo Oliva como Pere
- Natalia de Molina como Francesca Esteve.
- Abel Vitón como Loco Estanyol.
- Ana Labordeta como Madre de Francesca.
- Iria del Río como Blanca.
- Mery Cabezuelo como Emilia.
- Almudena Ripamonti como Teresa.

## Capítulos
| N.º | Título                                    | Dirigido por                        | Escrito por                                     | Antena 3            | Antena 3          | TV3                      | TV3             | Netflix                 |
| N.º | Título                                    | Dirigido por                        | Escrito por                                     | Fecha de estreno    | Audiencia         | Fecha de estreno         | Audiencia       | Fecha de estreno        |
| --- | ----------------------------------------- | ----------------------------------- | ----------------------------------------------- | ------------------- | ----------------- | ------------------------ | --------------- | ----------------------- |
| 1   | Fugitivos Fugitius (CAT)                  | Jordi Frades                        | Rodolf Sirera                                   | 23 de mayo de 2018  | 3 859 000 (22,8%) | 27 de agosto de 2018     | 635 000 (28,3%) | 1 de septiembre de 2018 |
| 2   | Hermanos Germans (CAT)                    | Jordi Frades                        | Antonio Onetti                                  | 30 de mayo de 2018  | 3 192 000 (19,0%) | 3 de septiembre de 2018  | 532 000 (21,5%) | 1 de septiembre de 2018 |
| 3   | Deseo Desig (CAT)                         | Jordi Frades                        | Sergio Barrejón y Antonio Onetti                | 6 de junio de 2018  | 3 112 000 (18,4%) | 10 de septiembre de 2018 | 489 000 (17,5%) | 1 de septiembre de 2018 |
| 4   | Arrepentíos Penediu-vos (CAT)             | Jordi Frades                        | Sergio Barrejón                                 | 20 de junio de 2018 | 2 576 000 (16,8%) | 17 de septiembre de 2018 | 489 000 (17,5%) | 1 de septiembre de 2018 |
| 5   | No Somos Como Ellos No som com Ells (CAT) | Jordi Frades y Salvador García Ruiz | Sergio Barrejón                                 | 27 de junio de 2018 | 2 290 000 (15,4%) | 24 de septiembre de 2018 | 390 000 (16,9%) | 1 de septiembre de 2018 |
| 6   | Secretos Secrets (CAT)                    | Jordi Frades                        | Rodolf Sirera, Sergio Barrejón y Antonio Onetti | 4 de julio de 2018  | 2 239 000 (15,4%) | 2 de octubre de 2018     | 487 000 (17,6%) | 1 de septiembre de 2018 |
| 7   | Venganza Venjança (CAT)                   | Jordi Frades                        | Rodolf Sirera y Antonio Onetti                  | 11 de julio de 2018 | 1 961 000 (13,8%) | 8 de octubre de 2018     | 441 000 (15,6%) | 1 de septiembre de 2018 |
| 8   | Condenado Condenat (CAT)                  | Jordi Frades                        | Rodolf Sirera                                   | 18 de julio de 2018 | 2 096 000 (16,4%) | 9 de octubre de 2018     | 517 000 (18,7%) | 1 de septiembre de 2018 |

#### El post de "La catedral del mar"
| Programas emitidos | Programas emitidos | Programas emitidos | Programas emitidos | Programas emitidos |
| N.º                | Fecha de emisión   | Espectadores       | Cuota de pantalla  |                    |
| ------------------ | ------------------ | ------------------ | ------------------ | ------------------ |
| 1                  | 23/05/2018         | 1 140 000          | 11,9%              |                    |
| 2                  | 30/05/2018         | 1 156 000          | 11,2%              |                    |
| 3                  | 06/06/2018         | 815 000            | 8,8%               |                    |
| 4                  | 20/06/2018         | 770 000            | 9,3%               |                    |
| 5                  | 27/06/2018         | 769 000            | 8,8%               |                    |
| 6                  | 04/07/2018         | 674 000            | 8,0%               |                    |
| 7                  | 11/07/2018         | 634 000            | 7,7%               |                    |
| 8                  | 18/07/2018         | 541 000            | 7,2%               |                    |

## Producción
La grabación de la serie comenzó en el verano de 2016 y contó con 2500 figurantes, 220 animales y 2.000 trajes. Casi el 80% de sus escenas han sido filmadas en localizaciones exteriores, entre ellas, la basílica de Santa María del Mar. Se ha rodado en localizaciones de Extremadura, Castilla-La Mancha, Castilla y León, Madrid, Aragón y Cataluña para los lugares más reseñados.

## Premios
- Premios Iris (2018). Mejor Producción: Jaume Banacolocha y Joan Bas, ganadores.
- Premios Iris (2018). Mejor actriz: Michelle Jenner, nominada.